# Paraeuchaeta diegensis
Paraeuchaeta diegensis is een eenoogkreeftjessoort uit de familie van de Euchaetidae. De wetenschappelijke naam van de soort is voor het eerst geldig gepubliceerd in 1911 door Esterly.